# Dwór w Sójkach
Dwór w Sójkach – dwór z XIX w. we wsi Sójki (województwo łódzkie), wpisany do rejestru zabytków nieruchomych województwa łódzkiego.
Wieś na początku XIX w. należała do Cieleckich herbu Zaremba, następnie do Moszyńskich. W 1864 Zdzisław Cielecki objął majątek w Sójkach. Jego córka, Stefania Cielecka w 1872 wyszła za mąż za Jerzego Moszyńskiego. Zabytkowy obiekt jest częścią zespołu dworskiego z pierwszej ćwierci XIX w., w skład którego wchodzi jeszcze park ze stawami. W szczycie herby: Moszyńskiego Nałęcz oraz Łabędź, a nad głównym wejściem, pod arkadami, herb Cieleckiego – Zaremba.

Herb Nałęcz
Herb Łabędź Moszyńskiego
Herb Zaremba Cieleckiego